# Kenchapura, Holalkere
Kenchapura là một làng thuộc tehsil Holalkere, huyện Chitradurga, bang Karnataka, Ấn Độ.